# Трейсі Морган
Трейсі Джамал Морган (англ. Tracy Jamal Morgan; нар. 10 жовтня 1968, Бронкс, Нью-Йорк, США) — американський актор-комік, відомий завдяки участі в телепередачі «Суботнього вечора в прямому ефірі» і за роллю Трейсі Джордана в комедійному серіалі «Студія 30».

## Біографія
Трейсі Морган народився в 1968 році в Бронксі, Нью-Йорк. Батько назвав його Трейсі в честь товариша, який загинув під В'єтнамом. Він друга дитина Джиммі і Алісії Морган.
У 1987 році він одружився зі своєю партнеркою Сабріною. У пари троє синів: Джітрід (1986), Малкольм (1988) і Трейсі-молодший (1992). 8 серпня 2009 року пара розлучилася.
У 2011 році Морган заручився з моделлю Меган Волловер. 2 липня 2013 року народилася їхня дочка Мейв Соне Морган. 23 серпня Морган і Волловер одружилися.

## Фільмографія
| Рік       |    | Українська назва                                | Оригінальна назва                 | Роль                          |
| --------- | -- | ----------------------------------------------- | --------------------------------- | ----------------------------- |
| 1996      | ф  | Тонка грань між любов'ю і ненавистю             | A Thin Line Between Love and Hate | бармен                        |
| 1996—2006 | с  | Суботнього вечора в прямому ефірі               | Saturday Night Live               | різні персонажі               |
| 2001      | ф  | Накурені у дим                                  | How High                          | хлопець                       |
| 2001      | ф  | Джей і мовчазний Боб завдають удару у відповідь | Jay and Silent Bob Strike Back    | хлопець на вулиці             |
| 2005      | ф  | Все або нічого                                  | The Longest Yard                  | місіс Такер                   |
| 2005      | ф  | Ну що, приїхали?                                | Are We There Yet?                 | Сатчел Пейдж                  |
| 2006      | ф  | Пустун                                          | Little Man                        | Персі                         |
| 2006—2012 | с  | Студія 30                                       | 30 Rock                           | Трейсі Джордан                |
| 2007      | ф  | Фарс пінгвінів                                  | Farce of the Penguins             | Маркус, пінгвін               |
| 2008      | ф  | Перша неділя                                    | First Sunday                      | ЛіДжон                        |
| 2008      | ф  | Супергеройське кіно                             | Superhero Movie                   | професор Ксавьер              |
| 2009      | ф  | Бригада М                                       | G-Force                           | Бластер                       |
| 2010      | ф  | Парочка копів                                   | Cop Out                           | Пол Годжес                    |
| 2010      | ф  | Смерть на похоронах                             | Death at a Funeral                | Норман                        |
| 2010      | ф  | Копи на підхваті                                | The Other Guys                    | в ролі самого себе            |
| 2011      | мф | Ріо                                             | Rio                               | Луїс                          |
| 2011      | ф  | Небезпечний квартал                             | The Son of No One                 | Вінсент Картер                |
| 2015      | ф  | П'ятірка лідерів                                | Top Five                          | Фред                          |
| 2014      | мф | Ріо 2                                           | Rio 2                             | Луїс                          |
| 2014      | мф | Сімейка монстрів                                | The Boxtrolls                     | містер Подлз                  |
| 2015      | ф  | Ніч перед похміллям                             | The Night Before                  | Оповідач/Санта Клаус          |
| 2015      | ф  | Любовна заковика                                | Accidental Love                   |                               |
| 2017      | ф  | Махач вчителів                                  | Fist Fight                        | тренер                        |
| 2019      | с  | Сутінкова зона                                  | The Twilight Zone                 | Дж. К. Уілер                  |
| 2020      | мф | Скубі-Ду                                        | Scoob!                            | капітан Кавман                |
| 2021      | ф  | Поїздка до Америки 2                            | Coming 2 America                  | Рім Джонсон                   |
| 2022      | ф  | Дух Різдва                                      | Spirited                          | голос Духа майбутнього Різдва |

## Нагороди та номінації
| Рік  | Премія | Категорія                                            | Робота    | результат |
| ---- | ------ | ---------------------------------------------------- | --------- | --------- |
| 2009 | «Еммі» | Кращий актор другого плану в комедійному телесеріалі | Студія 30 | Номінація |